# Sante Ceccherini
Sante Lorenzo Minotti Ceccherini (Incisa in Val d'Arno, 15 novembre 1863 – Marina di Pisa, 9 agosto 1932) è stato un generale e schermidore italiano, particolarmente distintosi nella guerra italo-turca e nella prima guerra mondiale dove fu insignito della Croci di Cavaliere e di ufficiale dell'Ordine militare di Savoia e di tre Medaglie d'argento e una di bronzo al valor militare e della Croce al merito di guerra. Dopo la fine del conflitto, tra il 1919 e il 1920 prese parte all'impresa di Fiume con Gabriele D'Annunzio, che segnò la fine della sua carriera militare, e dopo aver aderito al movimento fascista fu tra gli organizzatori della marcia su Roma. Tra il 1924 e il 1928 ricoprì importanti incarichi nella Milizia Volontaria Sicurezza Nazionale. Vincitore di una Medaglia d'argento nella scherma, specialità sciabola a squadre, ai giochi olimpici di Londra del 1908.

## Biografia
Nacque a Incisa Val d'Arno il 15 novembre 1863, figlio di Venanzio e Assunta Bellacci. Entrò nel collegio militare di Firenze a 15 anni, e poi, a partire dal 1882, proseguì gli studi alla Regia Accademia Militare di Fanteria e Cavalleria di Modena, uscendone nel 1884 con il grado di sottotenente assegnato all'arma di fanteria. Nel 1886 entrò nel corpo dei bersaglieri, nel quale prestò servizio ininterrottamente fino alla prima guerra mondiale, assegnato in servizio nell'11º Reggimento bersaglieri e l’anno successivo fu promosso tenente.
Valente schermidore, si dedicò prevalentemente all'attività sportiva. Il titolo di campione italiano, gli valse la promozione a capitano nel 1897. Prestò servizio per un anno (1889-1890) nel Regio corpo truppe coloniali d'Eritrea, servendo sotto i generali Antonio Baldissera e Baldassarre Orero. Promosso capitano nel 1897, in forza al 12º Reggimento bersaglieri, partecipò ai Giochi olimpici di Londra (27 aprile-31 ottobre 1908 in squadra con Alessandro Pirzio Biroli aggiudicandosi la medaglia d'argento nella specialità sciabola a squadre. Dopo il terremoto di Messina (28 dicembre 1908) si distinse nelle operazioni di soccorso alle popolazioni, venendo insignito nel 1909 della Medaglia d’argento al valor civile per l’impegno e la filantropia dimostrati, e la promozione a maggiore nel 1910.
Conclusa la carriera sportiva, nonostante la non più giovane età, nel 1912 chiese di partecipare alla guerra italo-turca, dove guidò un battaglione dell'11º Reggimento Bersaglieri, ricevendo una Medaglia d'argento e una di bronzo al valor militare. Promosso tenente colonnello all'inizio del 1915, dopo l'inizio delle operazioni contro l'Impero austro-ungarico, il 24 maggio, si distinse durante gli attacchi contro il Monte San Michele venendo decorato con una seconda Medaglia d'argento al valor militare. Nel mese di settembre fu promosso colonnello e assunse il comando del 12º Reggimento bersaglieri, che guidò in vari scontri, facendosi particolarmente valere durante la seconda battaglia dell'Isonzo, negli attacchi sul Veliki e sul Pecinka, dove fu decorato con la terza Medaglia d'argento al valor militare.
Nell'aprile 1917 assunse il comando della 3ª Brigata bersaglieri e dopo l'esito infausto della battaglia di Caporetto la sua brigata difese il ponte di Mandrisio sul Tagliamento, consentendo il ripiegamento ordinato ai reparti della 3ª Armata del Duca d’Aosta, che poi si attestarono sulla linea del Piave. Attestatisi i reparti del Regio Esercito sul Piave, la 3ª Brigata bersaglieri fu assegnata alla 54ª Divisione del generale Ulderico Pajola del XIII Corpo d'armata del generale Ugo Sani. Si distinse particolarmente durante la battaglia di Molino della Sega (16-17 novembre 1917) venendo decorato con la Croce di Cavaliere dell'Ordine militare di Savoia e la promozione a maggiore generale nell'aprile 1918. continuò a comandare la brigata durante la battaglia del solstizio e in quella di Vittorio Veneto venendo insignito della Croce di Ufficiale dell'Ordine militare di Savoia.
Concluso il conflitto, la sua carriere militare sembrava giunta al termine. Nell'aprile 1919 lasciò il comando della brigata e passò a disposizione del Ministero della guerra e accolse l'invito di Gabriele D'Annunzio a raggiungerlo nell'impresa di Fiume, dove già suo figlio Venanzio era impegnato. Nominato comandante della 1ª Divisione di truppe fiumane svolse il ruolo di mediatore tra le unità dell'esercito regolare che si fronteggiavano agli ordini di D'Annunzio e di Pietro Badoglio. Il 26 ottobre Badoglio gli scrisse chiedendogli di adoperarsi per difendere la disciplina militare e la monarchia, al fine di non aggravare la frattura che si era verificata all'interno dell'esercito e del paese. In questo ruolo accompagnò e sostenne D'Annunzio in tutte le trattative e le cerimonie, cercando il più possibile di mantenere l'ordine ed evitare scontri armati tra reparti contrapposti. Rimase ferito il 6 maggio 1920 quando intervenne direttamente per permettere a 300 tra carabinieri, soldati ed ufficiali di lasciare Fiume. Il 6 giugno fu nominato Presidente della Suprema Corte di terra e di mare di Fiume, e a metà del mese di novembre il suo intervento evitò lo scontro tra le truppe del generale Ferrario, comandante della 45ª Divisione, e gli arditi di D'Annunzio. Deluso dalla mancanza di disciplina dei legionari, dal non rispetto per le tradizioni dell'esercito regolare previsto dall'ordinamento dell'esercito fiumano emesso a fine di ottobre, e dall'impossibilità di raggiungere un compromesso per evitare lo scontro diretto tra il Regio Esercito e legionari, alla fine del mese di novembre lasciò definitivamente Fiume in preda all'anarchia e alla ingovernabilità. Non ricoprì più incarichi attivi nel Regio Esercito, venendo messo a disposizione per ispezioni e poi, nel marzo 1922, in posizione ausiliaria speciale per la riduzione di quadri. Si dedicò attivamente alla politica aderendo al movimento fascista. Il 16 ottobre 1922 partecipò con Mussolini, i generali Emilio De Bono e Gustavo Fara e i gerarchi Italo Balbo, Cesare Maria De Vecchi e Ulisse Igliori alla riunione preparatoria, tenutasi a Milano che decise la marcia su Roma. Fu assistente di Dino Perrone Compagni nel comando della colonna di fascisti toscani destinata a concentrarsi a Santa Marinella. Svolse, tuttavia, un ruolo molto limitato perché la colonna rimase bloccata tra le stazioni ferroviarie di Santa Marinella e Civitavecchia fino al 31 ottobre, quando, terminate le trattative per la formazione del nuovo governo, venne avviata a Roma per partecipare alla sfilata conclusiva.
Nel 1923 fu promosso generale di divisione, venendo eletto membro del Consiglio provinciale di Firenze e, nel luglio 1924, fu nominato luogotenente generale della Milizia Volontaria Sicurezza Nazionale e comandante della VIII zona (Firenze). Durante la crisi del fascio locale, nel 1925 si schierò con l'ala squadrista del console Tullio Tamburini. Nel gennaio 1927 divenne Ispettore generale della milizia ma nel 1928  fu colpito da una paralisi parziale al lato destro del corpo. 
Rapporti della Polizia segreta fascista riferiscono dicerie che dipingono il generale Ceccherini come protettore e amante di Achille Starace, suo diretto sottoposto durante la Grande Guerra. 
Si spense a Marina di Pisa il 9 agosto 1932.

### Massoneria
Sante Ceccherini era stato affiliato in Massoneria col grado di Apprendista nella Loggia "La Concordia" di Firenze nel 1905, proveniente dalla loggia Mazzini di San Remo per passare Compagno e Maestro lo stesso anno, nel giro di pochi mesi. Fu negli anni successivi tra i massoni più importanti nel Regio Esercito, e mantenne i rapporti per conto della Massoneria con Gabriele D'Annunzio durante l'Impresa di Fiume. Fu membro della Loggia Propaganda Massonica di Roma, appartenente al Grande Oriente d'Italia.

## Pubblicazioni
- Senza macchia – Senza sconfitta, Ai Bersaglieri della III Brigata e dell’anima mia!, Stabilimento Tipografico Salani, Firenze 1919.

### Annotazioni
1. ↑  Tale brigata era composta da due reggimenti che includevano i resti di altri reparti che si erano dissanguati durante gli attacchi sul Carso.
2. ↑  Che aveva Quartier generale a Villa Navagero-Erizzi presso Rovarè.
3. ↑  Il 16 novembre caddè in combattimento a Molino della Sega il capitano dei bersaglieri Francesco Rolando, decorato con la Medaglia al valor militare alla memoria.
4. ↑  Analoghi suggerimenti gli face arrivare il Presidente del Consiglio Francesco Saverio Nitti tramite la massoneria.
5. ↑  A Cantrida i legionari fiumani uccisero due carabinieri e provocarono un incidente, in cui egli stesso rimase e travolto e ferito da un cavallo mentre cercava di interporsi tra i reparti contrapposti.
6. ↑  Nel 1926 il figlio prediletto morì in un incidente aereo.

### Fonti
1. 1 2 3 4 5  Beninatto, Merlo 2007, p. 138.
2. 1 2 3 4 5 6 7 8 9 10 11  http://www.treccani.it/enciclopedia/sante-ceccherini_(Dizionario-Biografico)
3. 1 2 3  Storico.
4. 1 2 3 4 5  Beninatto, Merlo 2007, p. 139.
5. 1 2 3 4 5  Beninatto, Merlo 2007, p. 140.
6. ↑  Sul ruolo delle squadre toscane nella Marcia su Roma vedi, Le legioni toscane in Gerarchia, VII [1927], pp. 978-85.
7. ↑  Benadusi 2005, p. 243.
8. ↑  Fulvio Conti,  Firenze massonica. Il libro matricola della Loggia Concordia (1861-1921) , Ed. Polistampa, Firenze, 2012, p. 250, no. 695.
9. ↑  Gamberini 1975, p. 190.
10. ↑  Sito web del Quirinale: dettaglio decorato.